# Cyperus diamantinus
Cyperus diamantinus är en halvgräsart som först beskrevs av David Alan Simpson, och fick sitt nu gällande namn av Rafaël Herman Anna Govaerts. Cyperus diamantinus ingår i släktet papyrusar, och familjen halvgräs. Inga underarter finns listade i Catalogue of Life.